# Gurkha Contingent
Il Gurkha Contingent (GC) (cinese tradizionale: 廓尔喀警察团; cinese semplificato: 辜加警察團; nepalese: गोर्खाली) è un dipartimento di linea della Singapore Police Force (SPF) costituito principalmente di gurkha del Nepal. I suoi membri sono addestrati per raggiungere un'elevata abilità e sono selezionati per la loro forte disciplina a dedizione al dovere. Il ruolo principale del contingente è quello di guardia speciale, ed è usato come forza antiterrorismo.

## Storia
Il GC fu costituito il 9 aprile 1949 all'indomani dell'indipendenza indiana dall'Impero britannico, con il capitano Darshan Limbu, quando i reggimenti gurkha del British Indian Army furono divisi tra esercito dell'India e British Army in applicazione dell'accordo tripartito Regno Unito-India-Nepal. Quelli trasferiti al British Army furono assegnati ad altre colonie britanniche. In Malaysia e Singapore, la sua presenza fu richiesta nell'Emergenza malese (1948—1960), e prese il posto dell'unità sikh a Singapore che ritornò all'esercito indiano con l'indipendenza indiana.
Appena un anno dopo la sua formazione, la sua presenza divenne una risorsa quando esplosero gli scontri razziali tra le comunità malese ed europea a causa del controverso affidamento parentale di Maria Hertogh. I membri del GC furono attivati di nuovo quando divampò un'altra serie di gravi tumulti in tutto il Paese tra le etnie malesi e cinesi dal compleanno di Maometto, il 21 luglio 1964 fino al settembre dello stesso anno.
Allo stesso tempo, la sua presenza come forza neutrale era importante perché gli agenti locali di polizia erano percepiti (o perfino previsti) come affetti da favoritismo verso le rispettive etnie nel trattare le questioni connotate razzialmente, così alimentando malcontento e violenza. Gli agenti che cercavano di fare il loro dovere imparzialmente e nel pieno rispetto della legge subivano anche lo stigma sociale nelle loro stesse comunità, una difficile situazione che poteva anche minacciare l'incolumità fisica dei singoli agenti.
Nel 2012 il GC fu esposto ad uno scandalo quando nove suoi agenti furono arrestati per il loro coinvolgimento in un combattimento.
Nel 2015 due agenti del GC, incaricati di proteggere l'hotel Shanghri-La durante l'incontro Shangri-La dialogue, aprirono il fuoco contro un veicolo sospetto prima che si schiantasse su una barriera anti-veicolo, uccidendo il conducente Taufik Zahar. Nel 2016 l'indagine sul conflitto a fuoco lo ritenne legittimo uso della forza letale, giustificato poiché gli agenti GC non avevano avuto il tempo di determinare se l'auto trasportasse armi o esplosivi e il conducente non aveva ottemperato alle ingiunzioni di fermarsi.

## Personale e addestramento
Fondato nel 1949 con una forza di 142 uomini, il contingente nel 2003 è cresciuto di dimensioni fino a 2000 teste. Vengono reclutati in Nepal dei giovani presso il campo militare dei British Gurkha di Pokhara. A dicembre avviene la selezione annuale di circa 320 da una platea di più di oltre 20 000 domande; circa 200 entreranno poi al GC mentre i rimanenti andranno al British Army.
Alcuni dei requisiti essenziali di ammissione al campo di reclutamento sono:
- Età tra 17 1/2 e 21 anni
- Altezza minima 160 cm
- Peso minimo 50 kg
- Circonferenza toracica di 79 cm con un minimo di 5 cm di espansione
- Non verranno accettati candidati che debbano fare uso di occhiali da vista.
- Igiene orale generalmente buona, con un massimo di due otturazioni, denti falsi o un'unica fessura.

Gli aspiranti devono avere almeno un titolo di studio di livello SLC 3rd Division, equivalente al GCE Ordinary Level. Dopo la registrazione, devono affrontare una serie di valutazioni fisiche e mentali prima della selezione, tra cui esami di lingua inglese orale e scritta, un esame di matematica, un colloquio con la commissione e una visita medica. Il processo di selezione annuale, che normalmente richiede 17 giorni ma si estende a più di quattro mesi per la situazione del Nepal, assegnerà le reclute al GC o al British Army.
Superata la selezione, le reclute volano a Singapore, e sono alloggiate alla base permanente del GC presso Mount Vernon Camp dove affronteranno dieci mesi di addestramento prima di essere impiegati in servizio. Non si sa molto della fase addestrativa degli agenti GC, tranne che giungle di Pulau Mekong sono uno degli scenari. Grazie ad accordi con la Royal Brunei Police Force gli agenti gurkha hanno potuto addestrarsi per anni nella giungla del Brunei. L'addestramento si appoggia anche ad enti esterni, come il SAF Medical Training Institute per corsi di medicina.

## Organizzazione e struttura gerarchica

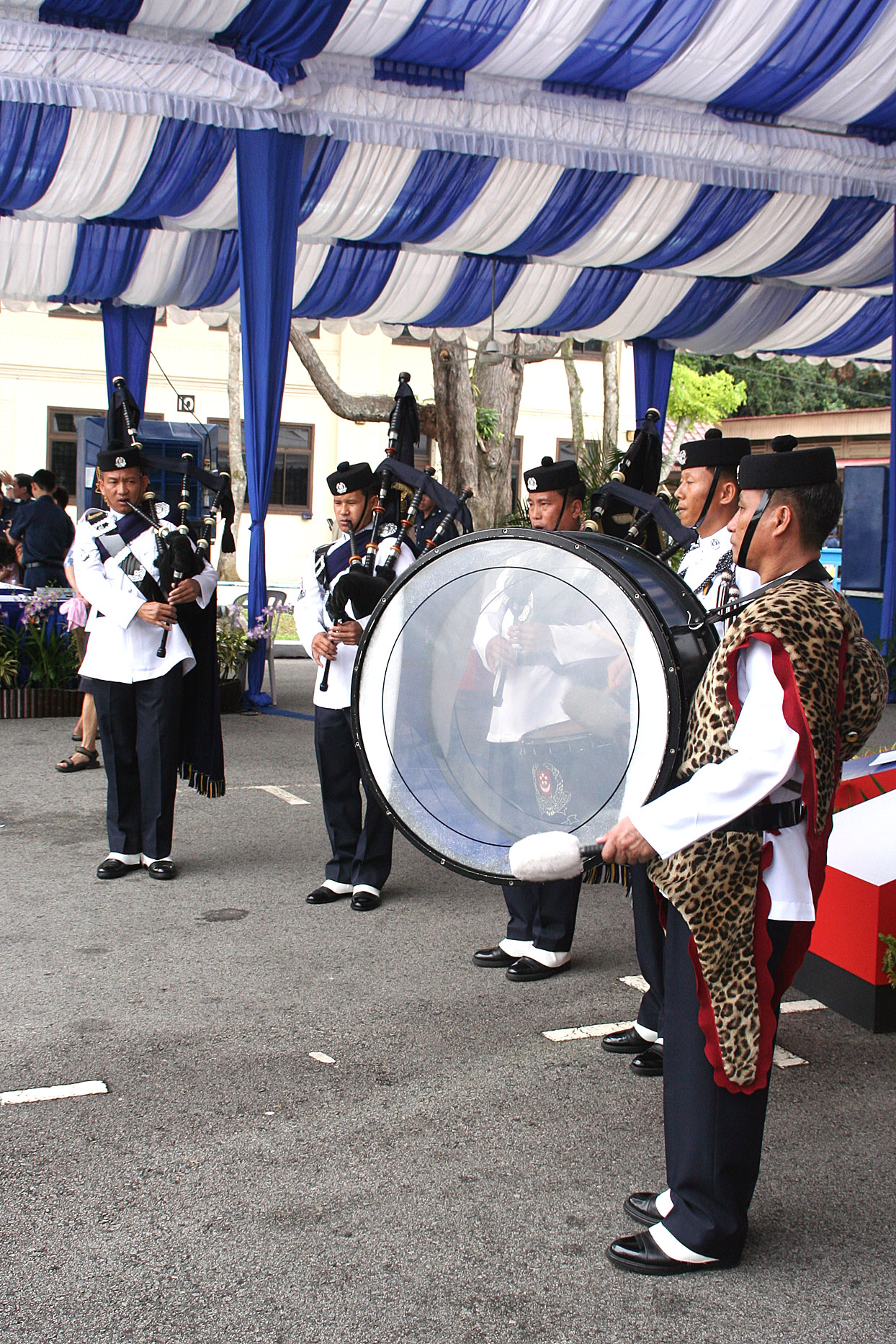
Membri del Singapore Police Force Gurkha Contingent Pipes and Drums Platoon si esibiscono al Police Week Carnival 2005.

Ci sono in totale nove compagnie della Gurkha Guard comandate da ufficiali locali e britannici. In quanto di derivazione coloniale britannica, il primo comandante del contingente era un ufficiale britannico, e ancor oggi, rimane l'unica unità militare o di polizia a Singapore guidata da un ufficiale britannico distaccato dal British Army.
L'attuale comandante è l'Assistant Commissioner Ross Forman. Il contingente ha anche un suo Gurkha Band Contingent, il Gurkha Contingent Pipes and Drums Platoon, che fa parte della Singapore Police Force Band. Il Gurkha Contingent Pipes and drums platoon è comandato dal P&D OIC Inspector Prem Kumar Rai.

### Gradi
La struttura dei gradi del GC è rimasta largamente invariata negli anni, perciò conservando parecchi gradi che nel frattempo sono stati aboliti nel rimanente organico di polizia. È l'unica a mantenere il grado di ispettore capo, e a reclutare nuovi agenti come Constable, mentre i comuni agenti della restante SPF iniziano dal grado minimo di sergente.

## Impiego

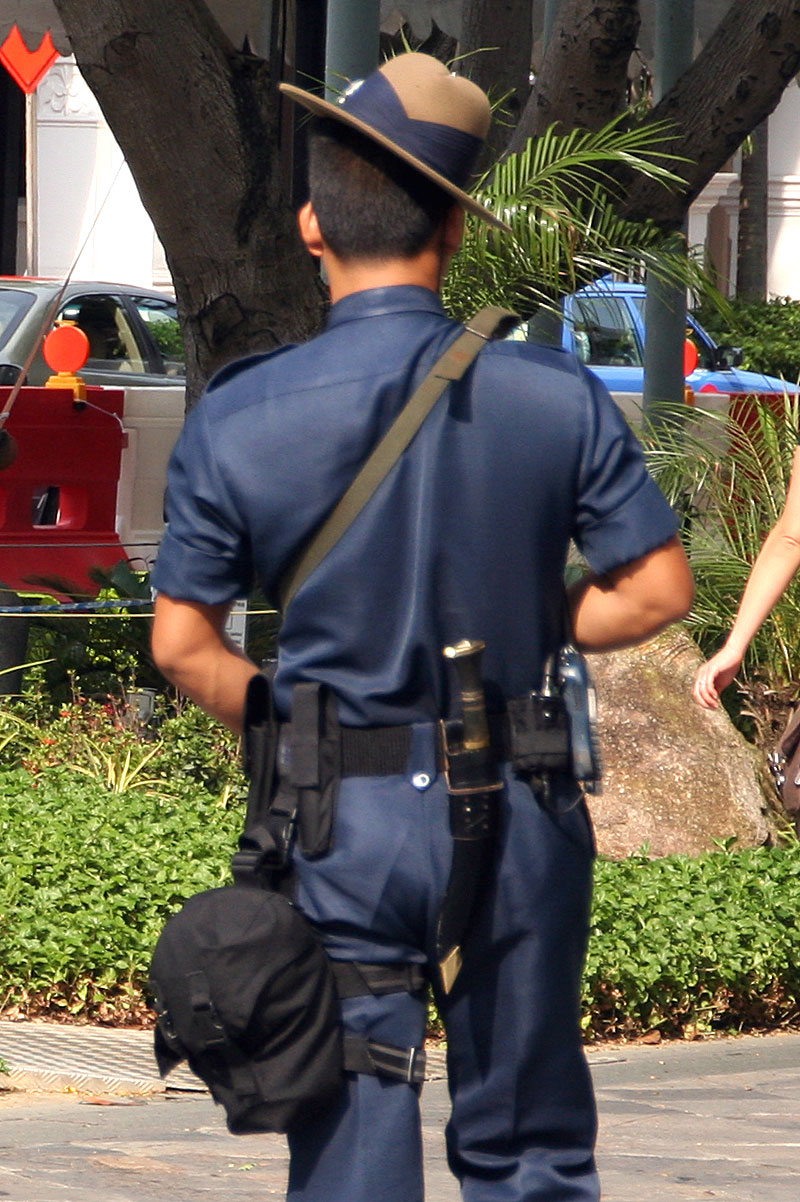
Un agente gurkha di pattuglia a Raffles City durante la 117th IOC Session. È facilmente riconoscibile per il copricapo Hat Terrai Gurkha "sulle ventitré" e il kukri appeso dietro al cinturone.

Prima degli attentati dell'11 settembre il GC si vedeva raramente in giro essendo assegnato ad obiettivi sensibili come l'Istana, e le residenze di personalità come l'ex primo ministro Lee Kuan Yew e il presidente di Singapore. Solo quelli che parlavano inglese erano impiegati per la protezione delle case VIP. Si vedevano anche far la guardia ad importanti edificio trainer come la British High Commission e installazioni che necessitavano sicurezza rinforzata come la Currency House di Pasir Panjang.
Le mutate esigenze di sicurezza dal 2001 hanno portato ad un impiego più attivo del personale GC negli anni recenti, e ad una revisione dei relativi ruoli. In precedenza erano noti per stare di guardia sulle torri di guardia della Changi Prison in cui sono rinchiusi i peggiori criminali del Paese, ma da allora questo ruolo è appaltato a forze private di polizia ausiliaria negli anni 2000 con la liberalizzazione dell'industria della sicurezza privata armata.
Oltre a sorvegliare le installazioni principali, gli agenti gurkha sono sempre più spesso dispiegati durante i più importanti eventi nazionali. Vengono anche schierati nella National Day Parade, e hanno integrato le rigide misure di sicurezza della polizia durante la 117th IOC Session svoltasi a Singapore nel luglio 2005. Inoltre sono impiegati per sorvegliare le urne sigillate durante le elezioni generali del Paese. Ultimamente il GC fu impegnato nella caccia all'evaso Mas Selamat bin Kastari e nel tumulto del 2013 a Little India. I GC sono impiegati (dal 1 settembre 2017) assieme a molti agenti di polizia e guardie giurate per vigilare sulle operazioni di rifornimento contanti ai centri di servizio passeggeri della stazione MRT.
Il 18 marzo 2004 tre fuggiaschi armati si allontanarono da Johor (Malaysia) dopo aver commesso una rapina a mano armata, e si diressero con un sampan a motore a Pulau Tekong. Furono mobilitati più di 700 effettivi, tra polizia e SAF (forze armate di Singapore), e il primo fuggiasco fu catturato da agenti gurkha entro 34 ore dall'inizio della caccia. Il secondo fuggitivo fu arrestato da agenti dello Special Task Squadron della Police Coast Guard, mentre l'ultimo uomo fu sempre preso dal GC sei ore dopo il secondo arresto.
Il GC ha anche contribuito alla sicurezza di Singapore all'estero e a missioni umanitarie. Per esempio, agenti parteciparono ad un contingente di 40 uomini della polizia di Singapore nella United Nations Transitional Administration in East Timor nel 2000. Ha anche partecipato ad una squadra di 30 uomini in Iraq per contribuire a preparare circa 1 500 addestratori locali iracheni e ufficiali di polizia per un periodo di tre mesi prima di tornare a Singapore il 19 settembre 2003.

## Uniformi
Le uniformi del GC sono in gran parte adattate da quelle degli agenti di polizia ordinari, usando la stessa tenuta blu scuro, ma distinguendosi per il loro caratteristico copricapo, il Gurkha hat. Fino a tempi recenti, l'uniforme è rimasta largamente invariata rispetto ai decenni precedenti, così discostandosi progressivamente da quella dei normali agenti di polizia. Ad esempio, l'adozione di gradi e distintivi ricamati, l'abolizione delle camicie a maniche lunghe in favore di quelle a maniche corte, e la rimozione di catena e fischietto dalla no. 3 dress non è stata seguita dai gurkha. La resistenza verso cambiamenti all'uniforme, concepiti per favorire la comodità e il benessere degli agenti, denota la cultura di stretta aderenza alla tradizione del contingente, che pone il dovere al di sopra delle esigenze individuali. Dal 2006, però, l'uniforme ricevette aggiornamenti radicali in linea con i cambiamenti alle uniformi dei loro corrispondenti locali, ma il Gurkha hat rimane immutato.

### Gurkha hat
Lo Hat Terai Gurkha è il nome del particolare stile di cappello a larghe tese indossato dagli agenti del Gurkha Contingent di Singapore. È una parte distintiva dell'uniforme gurkha, non è indossata da alcun altro membro della Singapore Police Force; prende il nome dalla zona Terai in Nepal, una località legata agli eventi della guerra gurkha. Portato solo durante il servizio di guardia e nelle parate, il cappello è fatto di feltro con un puggaree (la "guarnizione", una sorta di nastro in stoffa leggera) blu scuro avvolto attorno al cappello con sei pieghe. Il distintivo da berretto da forza di polizia in alluminio argento anodizzato è applicato al puggaree sulla sinistra. È sempre portato con il soggolo ed è intenzionalmente inclinato verso destra in modo che la tesa tocchi l'orecchio destro.
Il doppio terai è una versione del terai a larghe tese, ma con cupola e tesa di spessore doppio, concepito per offrire una maggiore protezione solare. Questo cappello era pressoché di rigore in Africa orientale e centrale tra gli anni 1930 e gli anni 1950.

### Traditional Dress No. 3

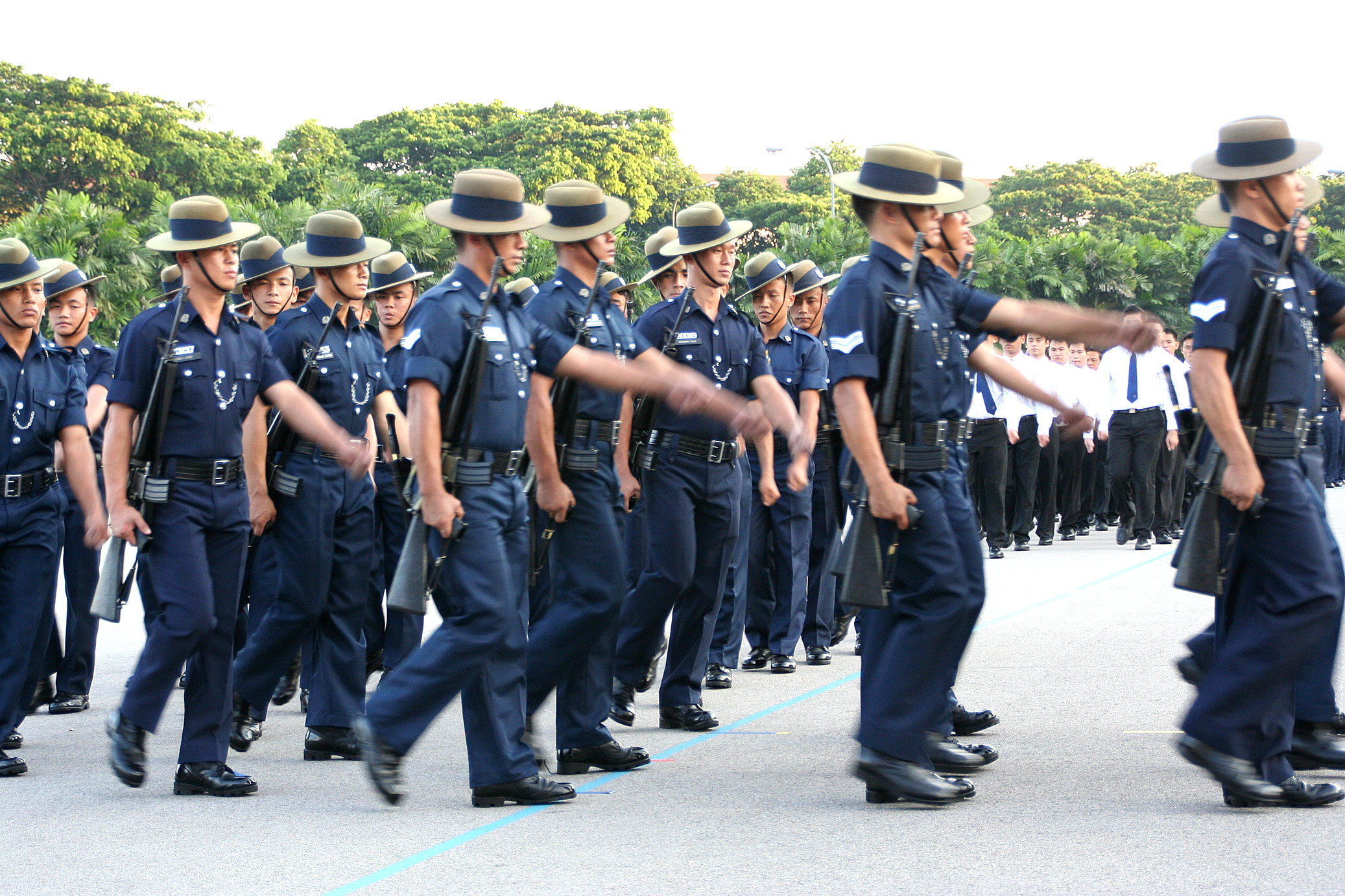
Il Gurkha Contingent sfila alla Police Day Parade 2005 svoltasi per l'ultima volta presso la Police academy di Thomson Road. Gli agenti indossano la vecchia no. 3 dress e portano l'M16.

L'uniforme no. 3 dress del personale gurkha, detta anche tenuta da lavoro, è per i servizi generali, tra cui quelli di guardia e di parata. La divisa blu scuro, largamente adottata dalla Singapore Police Force (SPF), comprese le due ordinarie tasche sul petto della camicia con distintivi da colletto in alluminio anodizzato, analoghi bottoni e una targhetta portanome in plastica nera sovrapposta alla tasca pettorale destra. Da quando eliminata nel resto della SPF, ma mantenuta nel GC, il numero di servizio cromato fu appuntato sopra al portanome, e il fischietto con catena.
La camicia era a maniche lunghe, accuratamente arrotolate, a differenza delle versioni a manica corta adottate nella no. 3 dress della SPF. Le maniche venivano srotolate al tramonto, e arrotolate daccapo all'alba. I membri GC continuarono a portare distintivi di grado in alluminio, applicati sulla manica destra, 11,5 cm sotto la spallina. I constable si fregiavano di barre di alluminio sui bordi esterni delle spalline. I pantaloni blu scuro erano retti da "cinture da caserma" a due punte in pelle nera, e completati con stivaletti d'ordinanza in pelle nera.
L'agente porta lo Hat Terrai Gurkha se in servizio di guardia o in parata. Se in servizio di guardia, porta appesi alla cintura una pistola, una giberna per le cartucce, e posteriormente il kukri. Può avere in dotazione ulteriori armi o equipaggiamenti, in funzione delle necessità. Se fuori servizio, l'agente indossa un basco blu con un distintivo metallico della polizia da copricapo, simile ai baschi più vecchi indossati dagli agenti operativi della SPF.
Gli agenti di grado più elevato si distinguono per una finitura dorata del distintivo da berretto. Il Duty Unit Sergeant aggiunge all'uniforme una fusciacca rossa.

### Traditional Dress No. 4

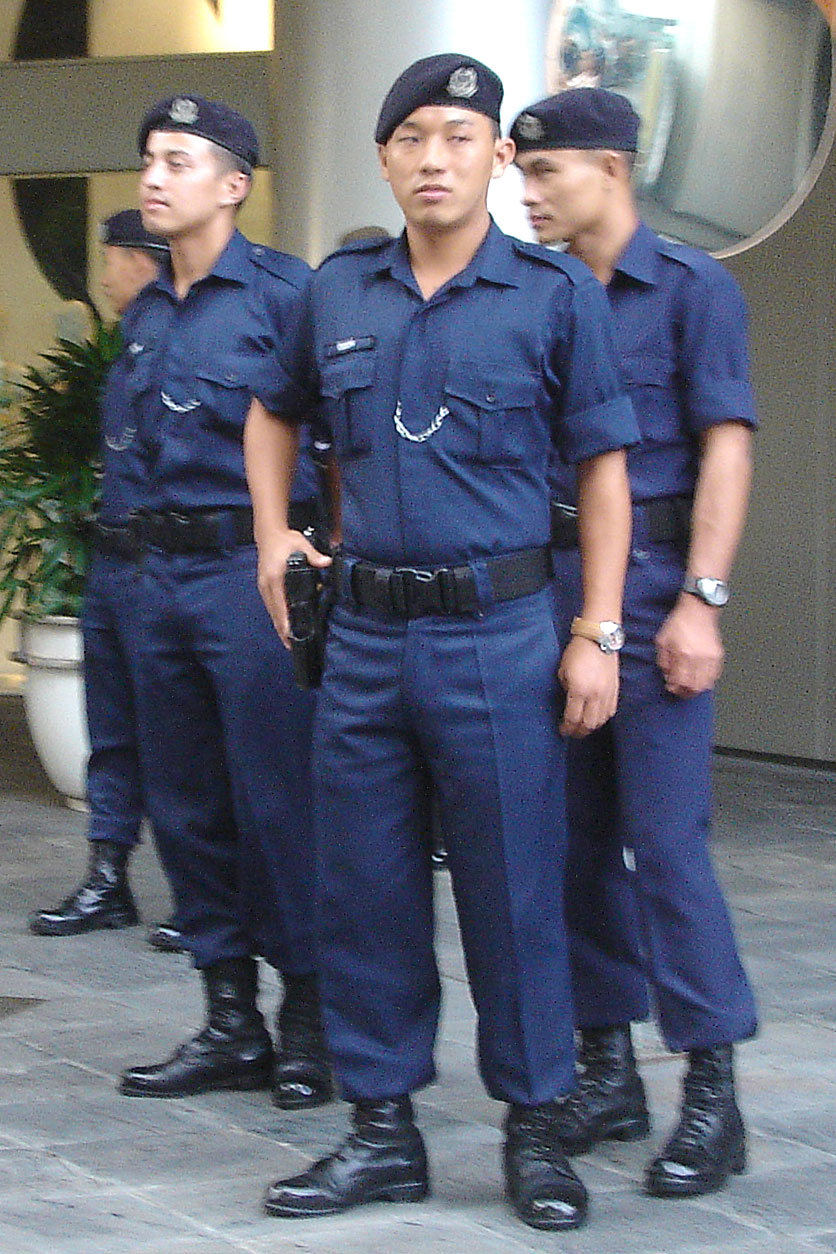
Agenti fuori servizio del Gurkha Contingent che indossano il basco sulla loro vecchia No. 4 dress, riuniti a Raffles City durante la 117th IOC Session.

La tradizionale uniforme gurkha no. 4 era adattata dalla tenuta da combattimento dei loro corrispondenti ordinari (gli altri agenti SPF), ed era anche conosciuta come divisa notturna, perché si indossava per i servizi serali. Si portava anche per servizi e addestramento di sicurezza civile, oltre che per addestrarsi al poligono in ogni momento del giorno. Le maniche lunghe della camicia blu scuro venivano analogamente arrotolate e srotolate a seconda delle esigenze di servizio e del momento del giorno, e non vi erano dettagli metallici. Gli agenti di rango inferiore portavano scritte ricamate su un supporto velcro blu scuro applicato sulla tasca destra del petto. I gradi erano cuciti sulla manica destra e realizzati con tessuto bianco ricamato. I pantaloni blu scuro erano infilati dentro gli stivaletti da combattimento, e il tutto era completato da un basco blu scuro.
Negli anni che precedevano gli importanti cambiamenti nelle uniformi del 2006, il GC adottò sempre di più la no. 4 dress per il servizio operativo in luoghi pubblici, unendovi elementi della no. 3 dress. Gli agenti in servizio alla Singapore National Day Parade e alla 117th IOC Session indossavano la no. 4 dress ma con lo Hat Terrai Gurkha. Le maniche della camicia erano arrotolate, ed erano indossati anche fischietto e catena. Inoltre, il grado non era cucito sulle maniche, ma sfoggiato su una targhetta blu scuro applicata sulla tasca destra del petto con il grado in filo d'argento ricamato simile a quello all'epoca usato dagli agenti normali.
Si vedeva meno spesso, ma formalmente si usava spesso nelle situazioni di ordine pubblico, ls versione ignifuga della tenuta da combattimento, caratterizzata da tasche con cerniera lampo sul petto e sui pantaloni. Gli agenti possono anche indossare la tenuta da giungla, con uno schema mimetico basato sul DPM del British Army, e un berretto tipo fantino o un basco khaki, e integrato da varie forme di buffetterie per addestramento militare e paramilitare, servizi in zone agricole o forestali, addestramento per la forma fisica in combattimento, e per quando erano distaccati fuori di Singapore per esercitazioni all'estero.

### Cambiamenti del 2006
Nel 2006 il GC realizzò la più grande modifica della sua uniforme dall'adozione dell'attuale uniforme trent'anni fa, immediatamente prima che iniziassero i 61st Annual Meetings  dei Boards of Governors del Fondo monetario internazionale e del Gruppo della Banca mondiale nell'ambito di Singapore 2006. Si portavano baschi khaki al posto di quello blu scuro. La tenuta da combattimento (Dress no. 4) fu sostituita con un materiale 'BLACK' in cotone-poliestere noto anche come No. 4 Black Dress. I gradi portati sulla tasca destra del petto furono conservati nelle nuove uniformi.

## Vita sociale e impatto

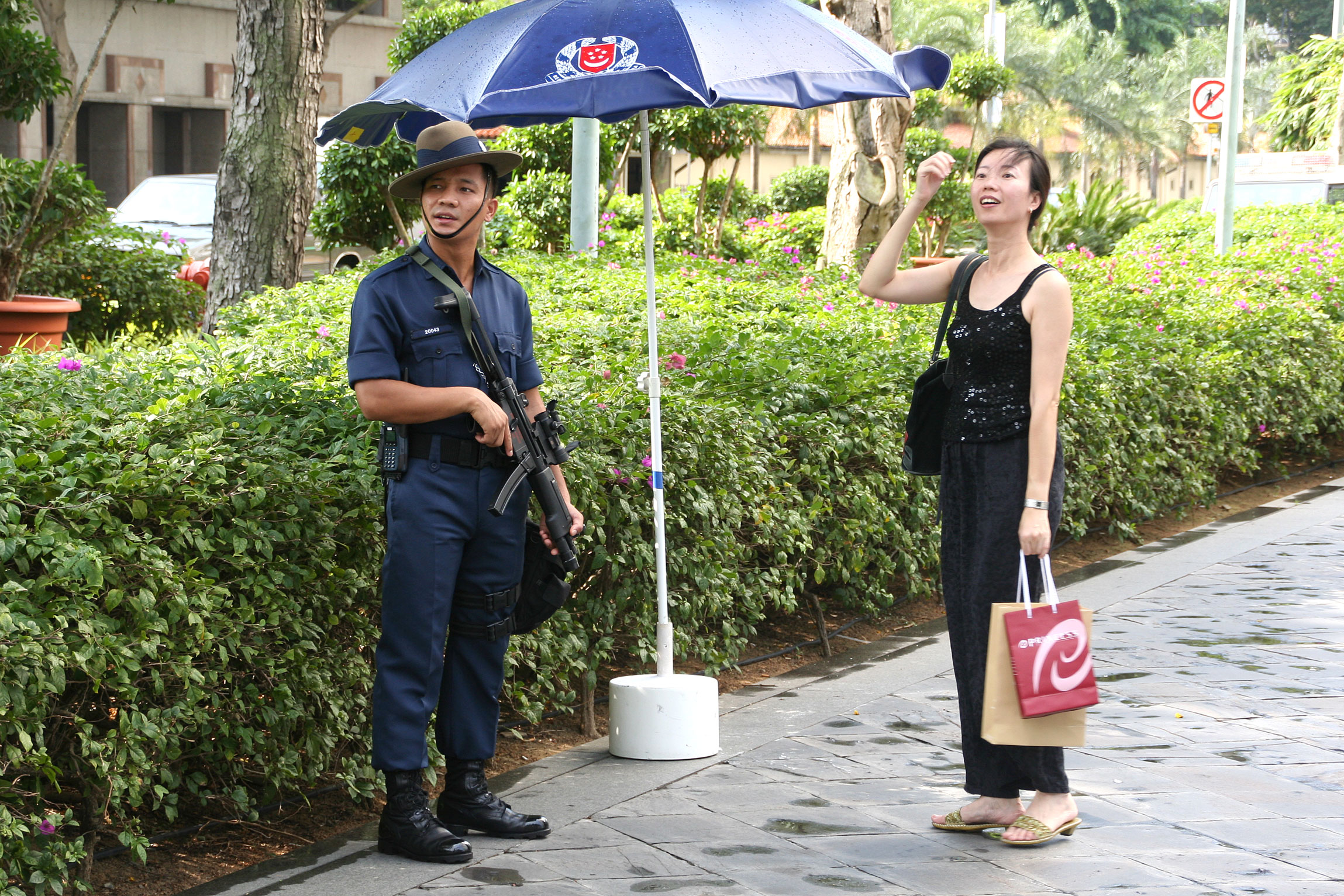
Agente del Gurkha Contingent, armato di MP-5 a Raffles City durante la 117th IOC Session dà informazioni ad una visitatrice. Il loro accresciuto impiego in luogo pubblico ha provocato una maggiore interazione con la popolazione di Singapore nel complesso.

Tutto il contingente è acquartierato a Mount Vernon Camp, che è la loro sede universale sia per il lavoro sia per la vita privata. Benché la maggior parte delle reclute arrivino a Singapore da sole perché di solito sono poco più che adolescenti, sono autorizzati a farsi raggiungere a Singapore dalle mogli e dai parenti più stretti quando giungono nelle fasi successive delle loro vite personali.
In definitiva, gli agenti sanno di trovarsi solo in una base temporanea, e questa convinzione è rafforzata dal fatto che non è loro permesso integrarsi troppo con la società locale. Poiché hanno il principale compito di costituire una presenza neutrale, non possono sposare donne di Singapore, pertanto hanno l'autorizzazione di portare con sé mogli e figli dal Nepal al campo. Alla fine del loro contratto, ci si aspetta che rientrino ai loro villaggi e riprendano una vita rurale dipendente dall'agricoltura. Si conoscono poche eccezioni di individui che hanno rotto questa tradizione e scelto di rimanere nella città-Stato.
Il campo stesso è costruito in un'area relativamente isolata sul monte Vernon, occupando strutture in precedenza riservate ad unità di riserva. Strutture integrate per creare un complesso autosufficiente quasi-cittadino permette che la maggior parte delle faccende e delle esigenze quotidiane si possano svolgere senza troppi contatti con il mondo esterno. Questo contribuisce altresì a ridurre la quantità di traffico in entrata ed uscita rispetto al campo, per ragioni di sicurezza.
Tuttavia, agli abitanti del complesso non è proibito uscire dal campo o usare servizi e strutture all'esterno. Frotte di alunni nepalesi escono e rientrano ogni giorno al campo, con le uniformi delle scuole nazionali. Dato che il campo è molto vicino alla Bartley Secondary School, numerosi bambini nepalesi sono stati iscritti lì, ma ce ne sono anche presso scuole assai più lontane, a dimostrazione del fatto che essi sono sempre più integrati nella società e cultura di Singapore. Non possono veramente radicarsi, però, poiché la maggior parte di loro sono nel Paese in funzione di permessi di lavoro, e sono costretti a lasciare Singapore al compimento dei 21 anni.
Comunque, questi giovani nepalesi per lo più non seguiranno probabilmente le orme dei loro padri, e armati dei titoli di studio conseguiti, tenderanno a condurre una vita molto diversa dalle precedenti generazioni se dovessero rientrare in Nepal. Gli esercizi commerciali circostanti prosperano con gli affari connessi alla comunità nepalese di base lì, ed è facile vedere gli agenti che corrono nel tempo libero per le strade principali vicino al campo, anche se sempre in tenuta sportiva civile e correndo da soli o in gruppetti per evitare di attrarre molta attenzione su di sé.

## Condizione di immigrati
Il governo di Singapore impiega circa duemila membri GC. Dopo tre anni di servizio, hanno il permesso di farsi raggiungere da moglie e figli sino al termine del loro contratto di lavoro. Però i figli non possono rimanere oltre il compimento del ventunesimo anno di età. Se trasgrediscono la regola, possono essere arrestati dalle autorità dell'immigrazione. I figli sono solo autorizzati a studiare a Singapore; tutte le persone che vivono a carico di membri GC hanno il divieto di cercare lavoro a Singapore.